# IC 3573
IC 3573 је спирална галаксија у сазвјежђу Дјевица која се налази на листи објеката дубоког неба у Индекс каталогу.
Деклинација објекта је + 11° 45' 35" а ректасцензија 12h 36m 27,1s. Привидна величина (магнитуда) објекта IC 3573 износи 15,9 а фотографска магнитуда 16,7. IC 3573 је још познат и под ознакама NPM1G +12.0327, PGC 165255.